# Tami Kiuru
Tami Kiuru (n. 13 septembrie 1976, Vanda, Finlanda) este un săritor cu schiurile ce a reprezentat Finlanda, medaliat olimpic. A participat la o ediție a Jocurilor Olimpice (2006) în care a câștigat o medalie de argint.

## Participări
Lista de mai jos prezintă principalele competiții la care a participat Tami Kiuru de-a lungul carierei.
- ski jumping at the 2006 Winter Olympics – large hill team[*]